# Discografia de Jake Bugg
A discografia de Jake Bugg, cantor e compositor da Inglaterra, consiste em quatro álbuns de estúdio e cinco extended plays, além de vinte e três singles e vinte videoclipes. Interpreta fundamentalmente indie rock e indie folk, além de navegar pelo blues e country rock. Em 2011, Bugg foi escolhido pela BBC News para se apresentar na fase de novos talentos no Festival de Glastonbury, com 17 anos, onde, após essa apresentação, ganhou um contrato com a gravadora Mercury Records.
Antes de começar a gravar seu primeiro projeto, o cantor lançou um EP intitulado Taste It, com quatro faixas, incluindo "Taste It", que mais tarde foi incluída em seu álbum de estreia. Durante sua gravação, Jake lançou quatro canções de divulgação, sendo que uma delas, "Lightning Bolt", foi tocada durante a cerimônia dos Jogos Olímpicos de Verão de 2012 e tendo alcançado o 26º lugar da UK Singles Charts. Em 15 de outubro de 2012, foi lançado seu primeiro material que levava seu nome, chegando à primeira colocação no Reino Unido e à 75ª posição na Billboard 200 — principal gráfico dos Estados Unidos. Desde então, foi certificado como disco de platina dupla pela British Phonographic Industry (BPI), comercializando mais de 600 mil unidades ao redor do território britânico. O álbum ainda foi responsável por criar "Broken", sua obra de maior sucesso nas tabelas musicais.
No final de 2013, Bugg foi reconhecido como o melhor artista revelação através da Q Awards. No mesmo período, divulgou seu segundo material de inéditas, Shangri La. Influenciado pela faceta do punk rock, o trabalho estreou no terceiro lugar da UK Albums Chart, sendo certificado como disco de ouro no Reino Unido em pouco mais de um mês. "What Doesn't Kill You", a primeira faixa usada em sua divulgação, alcançou a 36ª colocação na Alternative Songs, organizada pela Billboard. No ano seguinte, disponibilizou Messed Up Kids (EP), contendo três canções inéditas. Seus materias seguintes, On My One (2016) e Hearts That Strain (2017) não repetiram o sucesso comercial de seus antecessores.

## Álbuns de estúdio
| Jake Bugg - Lançamento: 15 de outubro de 2012 - Gravadora: Mercury Records - Formatos: CD, download digital     | 10 | 19 | 8  | 11 | 75 | 1 | 21  | 3  | 7  | 1 | - : 2× Platina |
| Shangri La - Lançamento: 18 de novembro de 2013 - Gravadora: Mercury Records - Formatos: CD, download digital   | 21 | 38 | 22 | 14 | 46 | 2 | 61  | 9  | 19 | 3 | - : Ouro       |
| On My One - Lançamento: 17 de junho de 2016 - Gravadora: Virgin EMI - Formatos: CD, download digital            | 27 | 16 | 17 | 19 | —  | 4 | 87  | 19 | —  | 4 |                |
| Hearts That Strain - Lançamento: 1 de setembro de 2017 - Gravadora: Virgin EMI - Formatos: CD, download digital | —  | 44 | —  | 37 | —  | — | 165 | 62 | —  | 7 |                |
| "—" Não entrou na tabela musical deste país.                                                                    |    |    |    |    |    |   |     |    |    |   |                |

## Extended plays
| Detalhes |
| --- |
| iTunes Festival: London 2012 - Lançamento: 1 de janeiro de 2012 - Gravadora: Mercury - Formato(s): Download digital |
| Taste It - Lançamento: 13 de julho de 2012 - Gravadora: Mercury - Formato(s): Download digital                      |
| Live at Silver Platters, Seattle - Lançamento: 19 de abril de 2014 - Gravadora: Virgin EMI - Formato(s): Vinil      |
| Messed Up Kids - Lançamento: 12 de maio de 2014 - Gravadora: Virgin EMI - Formato(s): Download digital, vinil       |
| Live for Burberry - Lançamento: 22 de fevereiro de 2016 - Gravadora: Virgin EMI - Formato(s): Download digital      |

## Singles
| 2012                                         | "Trouble Town"               | 117 | —  | —  | —  | —  | —   |              | Jake Bugg          |
| 2012                                         | "Country Song"               | —   | —  | —  | —  | —  | 100 |              | Jake Bugg          |
| 2012                                         | "Lightning Bolt"             | 42  | —  | 35 | 82 | —  | 26  | - : Ouro     | Jake Bugg          |
| 2012                                         | "Taste It"                   | 68  | —  | —  | —  | —  | 90  |              | Jake Bugg          |
| 2012                                         | "Two Fingers"                | 58  | —  | —  | —  | —  | 28  | - : Prata    | Jake Bugg          |
| 2013                                         | "Seen It All"                | 55  | —  | —  | —  | —  | 61  |              | Jake Bugg          |
| 2013                                         | "Broken"                     | 89  | —  | 66 | 20 | 20 | 44  | - : Prata    | Jake Bugg          |
| 2013                                         | "What Doesn't Kill You"      | 71  | 36 | —  | —  | —  | 44  |              | Shangri La         |
| 2013                                         | "Slumville Sunrise"          | 74  | —  | —  | —  | —  | 81  |              | Shangri La         |
| 2014                                         | "A Song About Love"          | 91  | —  | —  | —  | —  | 94  |              | Shangri La         |
| 2014                                         | "Me and You"                 | 72  | —  | —  | —  | —  | —   |              | Shangri La         |
| 2014                                         | "Messed Up Kids"             | 67  | —  | —  | —  | —  | 71  |              | Shangri La         |
| 2016                                         | "On My One"                  | —   | —  | —  | —  | —  | —   |              | On My One          |
| 2016                                         | "Gimme the Love"             | 69  | 35 | —  | —  | —  | —   |              | On My One          |
| 2016                                         | "Love, Hope And Misery"      | —   | —  | —  | —  | —  | —   |              | On My One          |
| 2016                                         | "Bitter Salt"                | —   | —  | —  | —  | —  | —   |              | On My One          |
| 2016                                         | "Put Out the Fire"           | —   | —  | —  | —  | —  | —   |              | On My One          |
| 2016                                         | "The Love We're Hoping For"  | —   | —  | —  | —  | —  | —   |              | On My One          |
| 2017                                         | "How Soon the Dawn"          | —   | —  | —  | —  | —  | —   |              | Hearts That Strain |
| 2017                                         | "Waiting" (com Noah Cyrus)   | —   | —  | —  | —  | —  | —   |              | Hearts That Strain |
| 2017                                         | "In the Event of My Demise"  | —   | —  | —  | —  | —  | —   |              | Hearts That Strain |
| 2019                                         | "Be Someone" (com CamelPhat) | 60  | —  | —  | 71 | —  | 58  | - BPI: Prata | Dark Matter        |
| 2019                                         | "Kiss Like the Sun"          | 78  | —  | —  | —  | —  | —   |              | Sem álbum          |
| "—" Não entrou na tabela musical deste país. |                              |     |    |    |    |    |     |              |                    |

### Outras canções
| Ano  | Single           | Melhor posição | Álbum     |
| Ano  | Single           | FRA            | Álbum     |
| ---- | ---------------- | -------------- | --------- |
| 2013 | "Simple as This" | 166            | Jake Bugg |

## Vídeos musicais
| Ano  | Título                       | Diretor(es)    | Ref.          |
| ---- | ---------------------------- | -------------- | ------------- |
| 2012 | "Trouble Town"               | Michael Holyk  | [ 29 ]        |
| 2012 | "Country Song"               | Ben Falk       | [ 30 ]        |
| 2012 | "Taste It"                   | Ben & Jos      | [ 30 ]        |
| 2012 | "Two Fingers"                | Jamie Thraves  | [ 31 ]        |
| 2013 | "Seen It All"                | John Hardwick  | [ 32 ]        |
| 2013 | "Lightning Bolt"             | Michael Holyk  | [ 31 ]        |
| 2013 | "Broken"                     | Andrew Douglas | [ 33 ] [ 34 ] |
| 2013 | "What Doesn't Kill You"      | Andrew Douglas |               |
| 2013 | "Slumville Sunrise"          | Shane Meadows  | [ 35 ]        |
| 2014 | "A Song About Love"          | —              | —             |
| 2014 | "Messed Up Kids"             | Andrew Douglas | [ 34 ]        |
| 2016 | "Gimme the Love"             | Michael Holyk  | [ 36 ]        |
| 2016 | "Love, Hope and Misery"      | Michael Holyk  | [ 37 ]        |
| 2016 | "Bitter Salt"                | Michael Holyk  | [ 38 ]        |
| 2016 | "Put Out the Fire"           | —              | —             |
| 2016 | "The Love We're Hoping For"  | Andrew Douglas | [ 34 ]        |
| 2017 | "Waiting" (com Noah Cyrus)   | Andrew Douglas | [ 34 ]        |
| 2017 | "How Soon the Dawn"          | —              | —             |
| 2019 | "Be Someone" (com Camelphat) | —              | —             |
| 2020 | "Kiss Like the Sun"          | —              | —             |